# Marshmallow

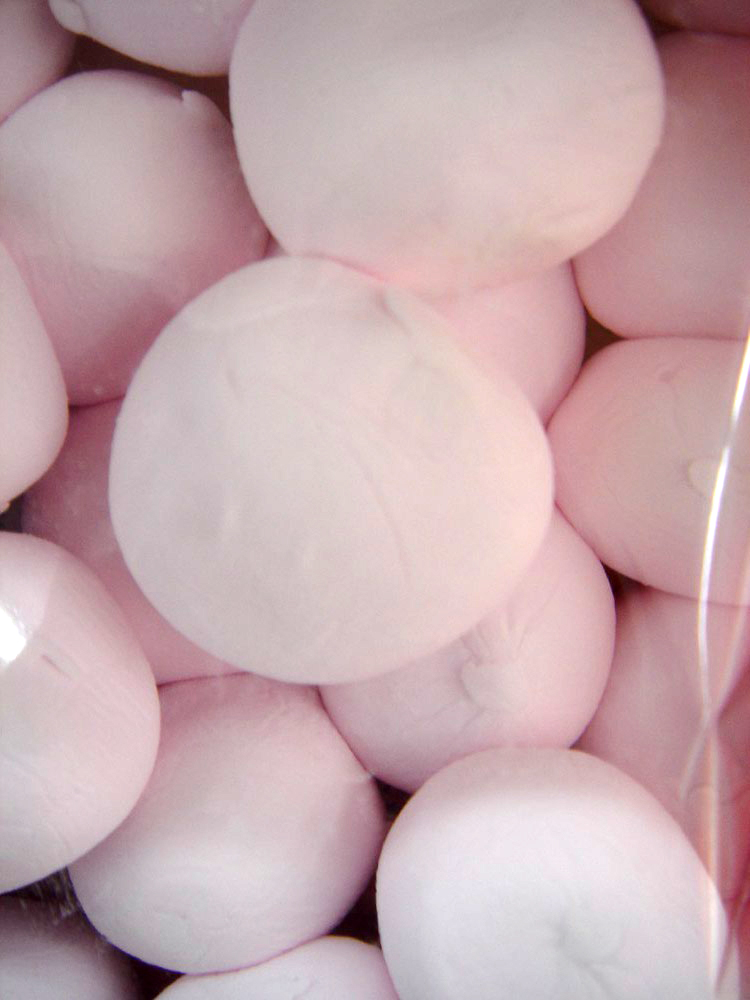
Marxemelos cor-de-rosa: embora eles costumem ser brancos, podem ser feitos em várias cores.

Marshmallow é um confeito que, em sua forma moderna, consiste de açúcar ou xarope de milho, clara de ovo batido, gelatina previamente amolecida em água, goma arábica e flavorizantes, batidos até tomarem uma consistência esponjosa. A receita tradicional usava um extrato da raiz mucilaginosa da planta de marxemelos, uma erva arbustífera (Althaea officinalis), em vez de gelatina; a mucilagem desempenhava o papel de antitussígeno.
Marshmallows comerciais são uma inovação de fins do século XIX. Desde que Alex Doumak patenteou o processo de extrusão em 1948, os marxemelos são extrudados como cilindros macios, cortados em seções e rolados sobre uma fina mistura de amido de milho e açúcar de confeiteiro.
Os marshmallows são populares tanto entre crianças quanto adultos, e são apreciados com ou sem acompanhamentos. Nos Estados Unidos e em outros lugares, os marxemelo também acompanham chocolate quente ou café moca (mochachino), Mallomars e outros doces, como cobertura de batatas-doces durante o Dia de Ação de Graças e também de sorvetes, e vários outros tipos de alimentos.

## Marshmallow tostados ou assados

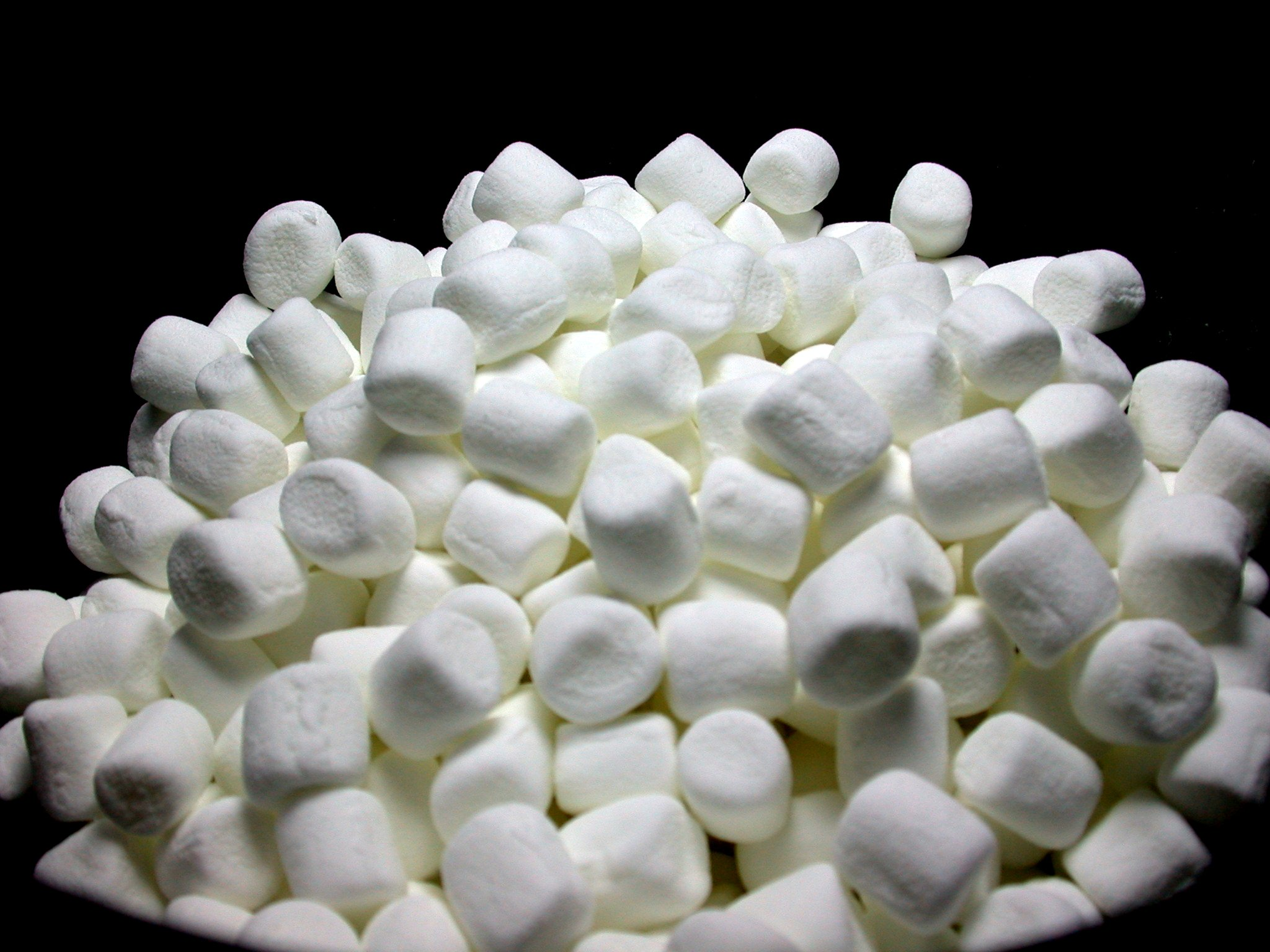
Marshmallows.

Uma guloseima popular e tradicional nos Estados Unidos são os marshmallows assados, preparados sobre uma fogueira ou outra fonte de chama. Um marshmallow é colocado na ponta de um graveto ou espeto e aquecido rapidamente. Isto cria uma casca caramelizada com um camada líquida, derretida, subjacente. De acordo com preferências individuais, o calor aplicado pode variar de uma leve tisna até a combustão da camada exterior, e o marxemelo tostado pode ser comido inteiro ou somente a "casca", sendo o restante tostado novamente. Outra variação, conhecida popularmente por S'more, é consumir os marxemelos tostados junto com chocolate entre biscoitos do tipo graham cracker.